# Tuka Tisam
Tuka Tisam (ur. 8 lipca 1986 na Wyspach Cooka) – piłkarz z Wysp Cooka grający na pozycji pomocnika w Nikao Rarotonga.
Karierę rozpoczął w 2004 roku w Mount Albert Grammar School. W tym samym roku przeniósł się do Nikao Rarotonga. Zdobył z tym klubem w tym okresie 3 mistrzostwa kraju oraz dwa puchary kraju. W 2007 roku przeszedł do amerykańskiego San Francisco Seals. W 2010 roku powrócił do Nikao Rarotongi i znowu w 2010 roku zdobył z tym klubem mistrzostwo kraju.
W barwach reprezentacji Wysp Cooka Tisam zadebiutował w 2004 roku. Dotychczas w kadrze rozegrał 10 meczów.